# ماریانا سغمار
ماریانا گریگوری سغمار (ارمنی: Մարիաննա Գրիգորի Սեդմար؛  زادهٔ ۱۲ ژوئن ۱۸۹۹ - درگذشته ۲۴ ژانویهٔ ۱۹۵۸) خواننده متزوسوپرانو اپرا اهل ارمنستان بود.

## زندگی‌نامه
وی در ۲۴ ژوئن [سبک قدیمی: ۱۲ ژوئن] ۱۸۹۹ در تفلیس به دنیا آمد و از فارغ‌التحصیل گشت. وی همسر شارا تالیان بود. وی همچنین برنده جوایزی همچون هنرمند مردمی ارمنستان شوروی (۱۹۵۰) شد. وی در ۲۴ ژانویهٔ ۱۹۵۸ در سن ۵۸ سالگی در ایروان درگذشت